# Cantón de Alzonne
El cantón de Alzonne era una división administrativa francesa, que estaba situada en el departamento de Aude y la región de Languedoc-Rosellón.

## Composición
El cantón estaba formado por once comunas:
- Alzonne
- Aragon
- Caux-et-Sauzens
- Montolieu
- Moussoulens
- Pezens
- Raissac-sur-Lampy
- Saint-Martin-le-Vieil
- Sainte-Eulalie
- Ventenac-Cabardès
- Villesèquelande

## Supresión del cantón de Alzonne
En aplicación del Decreto n.º 2014-204 de 21 de febrero de 2014, el cantón de Alzonne fue suprimido el 22 de marzo de 2015 y sus 11 comunas pasaron a formar parte; nueve del nuevo cantón de La Malpère en la Montaña Negra (de marzo de 2015 a enero de 2016 llamado Cantón de Montréal (Aude)), y dos del nuevo cantón del Valle del Orbiel (de marzo de 2015 a enero de 2016 llamado Cantón de Villemoustassou).